# Cristóbal (Panama)
Cristóbal, in onore di Cristóbal Colón, nome spagnolo del navigatore italiano Cristoforo Colombo, è una città portuale di circa 50 000 abitanti, lungo il Canale di Panama, nel distretto di Colón, nello stato di Panama.
Un tempo cittadina e area portuale della soppressa Zona del Canale, territorio nel quale vigevano regole imposte dall'autorità statunitense preposta alla gestione delle attività amministrative e di polizia all'interno della zona del canale di Panama, ovvero la Panama Canal Administration. All'uscita dal porto di Cristóbal per entrare nel territorio della città di Colón esisteva una vera e propria frontiera.